# Маради
Маради (фр. Maradi) — город в южной части Нигера.

## Географическое положение
Расположен близ государственной границы с Нигерией, в 540 километрах восточнее столицы страны, города Ниамей. Административный центр провинции Маради. Обслуживается аэропортом «Маради».

## Климат
| Показатель                      | Янв. | Фев. | Март | Апр. | Май  | Июнь | Июль  | Авг.  | Сен. | Окт. | Нояб. | Дек. | Год   |
| ------------------------------- | ---- | ---- | ---- | ---- | ---- | ---- | ----- | ----- | ---- | ---- | ----- | ---- | ----- |
| Средний суточный максимум, °C   | 30,2 | 33,6 | 37,0 | 40,0 | 39,7 | 37,0 | 33,2  | 31,7  | 33,8 | 36,3 | 33,9  | 31,1 | 34,8  |
| Средняя температура, °C         | 21,6 | 24,6 | 28,4 | 32,0 | 32,7 | 31,0 | 28,2  | 27,0  | 28,2 | 28,4 | 25,2  | 22,3 | 27,5  |
| Средний суточный минимум, °C    | 13,0 | 15,6 | 19,8 | 24,0 | 25,7 | 25,0 | 23,2  | 22,2  | 22,5 | 20,5 | 16,5  | 13,5 | 20,1  |
| Норма осадков, мм               | 0,0  | 0,0  | 0,3  | 4,1  | 18,9 | 63,5 | 149,0 | 175,1 | 74,9 | 6,6  | 0,0   | 0,0  | 492,4 |
| Источник: Hong Kong Observatory |      |      |      |      |      |      |       |       |      |      |       |      |       |

## История
В прошлом Маради, старинный торговый город, входил в состав одного из городов-государств хауса. В начале XIX столетия подпал под власть исламского халифата Сокото. В 1899 году был подчинён французами. С 1807 года в Маради правит (после 1899 года — номинально) династия султанов Дурбава (из народности фульбе).

## Население
По данным на 2013 год численность населения города составляла 191 367 человек. Население составляют в основном хауса; проживают также фульбе, туареги, йоруба и игбо. Маради — центр католического епископства Маради.
Динамика численности населения города по годам:
| 1977   | 1988    | 2001    | 2013    |
| ------ | ------- | ------- | ------- |
| 44 458 | 110 005 | 147 038 | 191 367 |

## Известные уроженцы
В городе родился президент Нигера в 1996—1999 годах Ибрагим Баре Маинассара.

## Города-побратимы
- Акхисар, Турция